# Vadim Kuzmín
Vadim Alekséyevich Kuzmín (en ruso, Вади́м Алексе́евич Кузьми́н; Moscú, 16 de abril de 1937 – 17 de septiembre de 2015) fue un físico teórico ruso.

## Biografía
Kuzmín completó sus estudios en la Universidad Estatal de Moscú y en 1971 en el Instituto Lébedev. Fue miembro del Instituto de Investigación Nuclear en Moscú desde su fundación en 1970. Allí, se convirtió en profesor y jefe del departamento de física de astropartículas y cosmología. En 1987, obtuvo el doctorado.
En 1966, él junto a Gueorgui Zatsepin predijeron (o así lo llamaron en su momento) el límite Greisen-Zatsepin-Kuzmin sobre los rayos cósmicos.
En físico de neutrinos, propuso un experimento utilizando el galio/germanio para detectar los neutrinos solares de baja energía. En 1970, propuso oscilaciones de neutrón/antineutrón como una posibilidad para observar las violaciones del número bariónico.
También en 1970, descubrió las condiciones de Sájarov.
En la década de los 80, fue pionero en la teoría de la bariogénesis electrodébil. En 1985, trabajó con Valery Rubakov y Mikhail Shaposhnikov estimó la tasa de proceso electrodébil anómalo que violó la conservación del número bariónico en el plasma cósmico del universo primitivo.
En 1999 La Academia Rusa de las Ciencias premió a Kuzmín y Rubakov en los Premios Friedmann "por su serie de trabajos en la formación de las asimetrías bariónicas del universo".
En 2000, se convirtió en corresponsal de la Academia Rusia de las Ciencias. En 2003, recibió el Premio Markov del Instituto de Investigación Nuclear por sus contribuciones a la físico de neutrino. En 2006, recibió el Premio Pomeranchuk "por sus trabajos pioneros en los procesos de violación del número bariónico, bariogénesis, y las propiedades fundamentales de la alta energía de los rayos cósmicos", junto a Howard Georgi.